# Wizzard
Wizzard var et engelsk glam rock-orkester dannet af Roy Wood, der var tidligere medlem af The Move og med til at danne Electric Light Orchestra. Wood var Wizzards altdominerende skikkelse, og nogle af orkesterets udgivelser er da også krediteret Roy Wood & Wizzard. Gruppen eksisterede i perioden 1972-1976 og er mest kendt for deres julesang fra 1973 "I Wish It Could Be Christmas Everyday".

## Karriere

### Begyndelsen
I perioden efter udsendelsen af Electric Light Orchestras debutalbum kom Roy Wood mere og mere på kant med den anden frontfigur i gruppen, Jeff Lynne, og det endte med, at Wood forlod gruppen, idet han tog Bill Horn (keyboards og valdhorn), Hugh McDowell (cello) og lydmanden Trevor Smith med sig. De dannede derpå Wizzard og fik The Move-bassisten Rick Price, trommeslagerne Charlie Grima og Keith Smart (tidligere fra Birmingham-gruppen Mongrel) samt saksofonisterne Mike Berney og Nick Pentelow med. Inden påbegyndelsen af indspilningen af gruppens andet album forlod McDowell gruppen ud at blive erstattet, og under indspilningen stoppede Bill Hunt i gruppen; han blev erstattet af Bob Brady (også tidligere Mongrel). Inden indspilningen af gruppens sidste album i 1975 (først udsendt i 2000) forlod Keith Smart gruppen.

### Gruppens storhedstid
Gruppen optrådte første gang for et større publikum ved The London Rock and Roll Show på Wembley 5. august 1972. Næste optræden var på Reading-festivalen en måned senere. Gruppen blev hurtigt kendt som en af de mest visuelt opsigtsvækkende på den britiske glam rock-scene med Roy Woods opsigtsvækkende krigsmaling-makeup og farvestrålende påklædning, og de medvirkede adskillige gange i det populære BBC-program Top of the Pops, hvor medlemmerne og venner, herunder Woods kæreste Ayshea Brough, optrådte som pantomimeheste, gorillaer eller rulleskøjtende engle og smed med tærter for sjov.
Gruppen fik sit første topti-hit i januar 1973 med "Ball Park Incident", men den følgende single "See My Baby Jive" blev deres største hit; den var Roy Woods hyldest til Phil Spectors "wall of sound" og lå som nummer 1 på hitlisten i Storbritannien i fire uger. Den næste single, "Angel Fingers", nåede også førstepladsen, mens julepladen fra 1973 "I Wish It Could Be Christmas Everyday" nåede fjerdepladsen. Sangen er blevet noget af en klassiker, der spilles fast hvert år til jul på engelske og irske radio- og tv-stationer. Sangen er genudgivet flere gange.
Gruppens debutalbum Wizzard Brew indeholdt i lighed med flere af The Moves album ikke nogle af gruppens hitsingler, men havde i stedet fokus på lange saksofon-soloer, jazzede jams samt et messingorkesternummer i militærstil. Det følgende album Introducing Eddy & The Falcons fra 1974 var mere kommercielt orienteret.
Mens Wizzard i 1973 havde fået gang i karrieren, forfulgte Roy Wood samtidig en solokarriere og udsendte albummet Boulders, der også gav ham et mindre hit med sangen "Dear Elaine". De to strenge gav imidlertid et så stort arbejdspres på ham, at hans helbred tog skade, og flere koncertoptrædener blev enten aflyst eller udskudt på en britisk turné i foråret 1974. Et lyspunkt kom med Wizzards hit "Rock 'n' Roll Winter (Loony's Tune)", der nåede i topti, men hvis udsendelse blev forsinket til slutningen af marts, hvorfor der på singlens cover blev tilføjet ordene "Sorry, the word 'Spring' wouldn't fit. R.W." Som et usædvanligt træk for tiden blev både dette nummer og bagsiden "Dream of Unwin" indspillet og udsendt i mono. Sangen var dedikeret til Woods daværende kæreste Lynsey de Paul, der få måneder senere gengældte æren ved at indspille den Wizzard-inspirerede sang "Ooh I Do".
Gruppen gennemførte en turné i USA i 1974, men den gav den ikke det ønskede kommercielle gennembrud, men nogle af gruppens medlemmer mødte Brian Wilson og medvirkede efterfølgende som gæster på indspilninger med Beach Boys; blandt disse udsendte Beach Boys singlen "It's OK" i 1976.

### Økonomiske problemer
Wizzard var en omkostningstung gruppe, dels på grund de mange medlemmer i forbindelse med pladeindspilninger, dels fordi Bill Hunt havde en forkærlighed for at smadre klavererne til koncerter. Price udtalte i et radiointerview: "... selv når vi havde fået lov på forhånd. Til en koncert sagde de: "Åh, bare ødelæg det, det er kun fem pund værd." Bill smadrede det derpå, men så fik vi en regning på 110 pund!" Studietid var en endnu større post blandt udgifterne. Price sagde: "Da vi havde afsluttet indspilningen af "Angel Fingers" gik der et rygte om, at vi havde brugt mere tid i studiet end Paul McCartney havde brugt på hele Band on the Run-albummet. Uanset om det var sandt eller ej, betød det, at størstedelen af pladeselskabets penge blev brugt på studietid, og at gruppens medlemmer var nødt til at få deres indtægter fra turneerne. Et par turneer i Storbritannien og én i USA indbragte ikke nok til at give en ordentlig indtægt til gruppen. En efter en fandt medlemmerne mere lukrative ting at beskæftige sig med."

### Opløsning
Mod slutningen af 1975 var gruppen reelt opløst, men havde nået at indspille en sidste single "Rattlesnake Roll", der ikke kom på hitlisten, samt det tredje album Main Street, som pladeselskabet ikke udsendte, da det ikke mente, at albummet havde kommercielt potentiale. Roy Wood havde oprindeligt planlagt deres andet album til at være et dobbeltalbum med rock'n'roll på den ene plade og jazz-rock på den anden. Men pladeselskabet havde taget rock'n'roll-pladen og udsendt den som et almindeligt album under titlen Introducing Eddy & The Falcons, mens jazz-rock-pladen blev gemt af vejen og en tid blev regnet som forsvundet, men dukkede op igen og blev udsendt i 2000.
Efter gruppens opløsning i 1975 dannede Wood og Price kortvarigt gruppen Wizzo Band, men snart gik Wood tilbage til sin solokarriere, og han gav sig efterhånden til at producere andre navne.

## Discografi
Wizzard udgav tre album:
- Wizzard Brew (1973, bedste hitlisteplacering: nr. 29)
- Introducing Eddy & The Falcons (1974, bedste hitlisteplacering: nr. 19)
- Main Street (2000)